# Stănești, Gorj
Stănești este satul de reședință al comunei cu același nume din județul Gorj, Oltenia, România. Se află în partea de est a județului, în Podișul Oltețului.

## Vezi și
- Biserica „Duminica Tuturor Sfinților” din Stănești

 Acest articol despre o localitate din județul Gorj este deocamdată un ciot. Puteți ajuta Wikipedia prin completarea lui.